# 賈瓦
42°23′25.42″N 43°55′20.44″E / 42.3903944°N 43.9223444°E
賈瓦，法理上是格魯吉亚内卡尔特利大区賈瓦市鎮的城镇及其行政中心，但事实上是南奧塞梯賈瓦區的城镇及其行政中心。该镇處於大高加索山脈南坡，海拔高度1,040米，2003年人口数量约为1,500人。